# 프런티어 (영화)
프런티어(Frontiere[s], Frontier[s])는 스위스에서 제작된 자비에르 젠스 감독의 2007년 공포, 스릴러, 드라마 영화이다. 카리나 테스타 등이 주연으로 출연하였다.

## 출연

### 주연
- 카리나 테스타
- 오렐리엔 위크

### 조연
- 사무엘 르 비앙
- 쳄즈 다마니

## 제작진
- 공동제작: 뤽 베송
- 미술: 제레미 스트렐리스키
- 배역: 마이클 라규엔스